# 英屬香港政治制度改革
香港从1841年起被英國殖民统治，到1997年主權移交中华人民共和国的156年期间曾出現多次政治制度改革，對香港的整體發展有著深遠的影響。

英属香港所使用的旗帜（1959年-1997年）

## 二战结束后
1945年8月，香港日佔時期結束，香港重光，英國重回香港。1946年5月，當時香港總督楊慕琦復職。由於在二戰結束前，倫敦當局承諾於戰後容許其殖民地擁有高度自治權以至獨立；當工黨政府上台執政後，倫敦當局就著手落實有關承諾。中方一直不承認香港為殖民地。聯合國非殖民地化委員會在 1972 年時也以大比數（99對5）通過決議，把香港和澳門從殖民地名單中剔除。
二戰期間，英國在東亞及東南亞地區被日本擊敗，加速了大英帝國的衰落，二次大戰結束後，英國承諾允许其殖民地獨立，于是在絕大部份殖民地，都實行政治改革，逐步建立由當地公民普選產生的政府，以達至獨立（如馬來西亞），或自治領（如1959年的新加坡、今日的直布羅陀）。奉英國政府之命令推行自治的楊慕琦爵士重新復任后遂推行政治改革，楊慕琦爵士於1946年8月28日發表一份政治制度改革方案，希望「香港市民有更多責任去管理自己的事務」。同年，楊慕琦爵士開始對方案向市民進行諮詢，並於同年10月正式推出建議書，史稱楊慕琦計劃。計劃內容主要是建立一個由更多民選議員所組成的香港市議會（三分之二為民選議員，三分之一為委任議員，另雖有一半議員為華人）。構想中的市議會最初可負責管理消防、康樂場地、車輛牌照和市政局，到日後情況許可的話，更可以管理教育、社會福利和公共建設，甚至於公共事業。
由於各界未能就市議會職能達成一致意見，以致方案遲遲未能落實。而即使香港華人可在方案取得利益，这个方案也沒法得到全體香港華人社會的贊同。到1947年5月，楊慕琦任滿離職，以61歲之齡退休返回英國，但其方案始終未能取得各界共識。加上當時香港人對政治又並不熱衷，故此有關計劃最终夭折。
另有意見認為，香港在剛經歷二次大戰後，香港市民期望能夠獲得更為正式的民主安排以負起更多的權力與保護予草根階層。但是眼見於中華人民共和國政府視香港任何正式的民主進程為邁向香港獨立，以至增加香港與中國分裂的行為。加上在英國不能防衛香港被中國入侵的情況下，而且英國當局深知香港易攻難守（1941年香港保衛戰足以證明），楊慕琦計劃便被告吹。
楊慕琦爵士卸任以後，葛量洪爵士在7月25日接任總督，他上任以後，中國大陸正值國共內戰，其後中國共產黨又在1949年成立中華人民共和國，兩件事都觸發大批難民在戰後湧入香港。其實葛量洪爵士對香港政治改革並不熱衷。他上任香港總督時，已經表達香港的問題「不在於自治或獨立」，而是在於「與中國的關係」，其他殖民地適用的方法也並不代表在香港同樣適用；他又認為香港的前途屬於「外交層面」，多於「殖民地層面」，因此葛量洪對「楊慕琦計劃」一直持保留的態度。另一方面，葛量洪認為由於新界（是指界限街以北及深圳河以南，即是新界、新九龍及離島的地方）是向中國租借的土地，而非割讓，無論如何也要在1997年7月1日後交還中國，他並且相信香港不可能或沒有條件獨立。英國外交部、殖民地部和英國駐華大使館內部意見分歧，加上中國政局驟變，英國保守黨政府1951年10月重新上台執政後，由於香港問題的關係於1950年，英國的工黨政府與剛成立的中華人民共和國建立外交關係。中共高层决定对香港采取“长期打算，充分利用”的方针，中國隨即向英國表示，中國政府短期內都不會急於收回香港也反对英国人的给予香港的自治或獨立计划。英國當局遂認為香港沒有急切需要成立市議會或政治改革“如果香港走向独立式的自治，反而会刺激中国”。二戰後，大批難民湧入香港，當局認為維持香港社會穩定較政治改革更為有逼切性。基於當時香港與鄰近地區局勢不穩，再加上香港前途不明朗，東亞又爆發韓戰，於是「楊慕琦計劃」被搁置。
據英國解密文件，在1950年代，港英政府已有意在香港推行某種普選制度，但因中國反對而未成功实行。1958年1月30日，國務院總理周恩來跟一位英國軍官宣稱，試圖將香港變爲如同新加坡一樣自治領的舉動是「陰謀」，會被認定是「不友善的」。1960年10月29日，時任中央人民政府華僑事務委員會主任廖承志稱，若英國堅持改變現況讓香港走上獨立道路，便會採取行動解放香港（含新界、九龍）。
1980年代，英國首相戴卓爾夫人對鄧小平講明，她有責任為香港人爭取他們接受的解決方案，即便香港的民主「有限」，亦跟中國的政制情形迥異。鄧小平當下警告，如果在香港提升民主程度，中方或會推翻此前就移交的協議。
在1980年代初，隨著《展拓香港界址專條》將於1997年屆滿，香港前途問題迫在眉睫；香港政府為了安定民心、以及增加談判籌碼，所以積極研究代議政制在香港的發展，從而使更多香港人可以參予香港的管治。而香港政府於1984年7月18日發表《代議政制绿皮書》，是首份最終得以落實的有關香港政治制度改革的諮詢文件。文中作出具體建議，包括建議1985年的香港立法局選舉，其中24名議員分別由選舉團和功能組別間接選出，每類各選12名。這個建議最終亦得以落實。

## 中英联合声明签署后

### 八八直選
由於1985年香港立法局間接選舉的成功，香港政府在1987年5月出版《一九八七年代議政制發展檢討綠皮書》，諮詢公眾對1988年在立法局推行直接選舉的意見，並成立民意匯集處收集和整理市民的意見，及進行兩項民意調查，結果顯示約七成市民反對在1988年在立法局引入直選，約三成市民支持。雖然這個結果被很多人士所質疑，但最終1988年立法局並沒有推行直選。而當時的數據，其後被一些學者認為——九七後由彭定康承認，數據是政府玩弄數字遊戲所得出的結果。

### 彭定康政改方案
1992年，彭定康接任香港總督，在首份施政報告上提出政治制度改革方案。彭定康提出的政改方案，包括於1995年，即最後一屆香港立法局選舉、市政局選舉、區議會選舉進行大幅度改革，其中政改方案新增加九個功能組別（即「新九組」）最受爭議，惹來中方不滿。
根據方案，最後一屆香港立法局組成方式會參考《基本法》第一屆立法會組成方式，以達到直通車的效果。
1. 行政、立法兩局分家。彭定康提出，為了釐清行政與立法的關係，發揮兩局功能，必須改變行政局和立法局議員重疊的狀況，首先把行政局和立法局的非官守議員分開，然後再重新組成行政局，而新組建的行政局將是一個非政黨的政治組織，並委任獨立的社會精英和港府高級官員加入。
2. 總督不擔任立法局主席。彭定康提出，兩局分家後，立法局要明確自己的角色，自行處理本身的事務。在完成所必需的程序後，立法局主席不再由港督擔任，而由立法局議員互選產生。立法局會議由議員互選產生的主席主持。
3. 以立法制約行政。彭定康認為，現行的行政局與立法局相互重疊的狀況會「阻礙立法機關發展成為一個制衡政府的獨立組織」，所以，要實行兩局分家。兩局分家以後，總督將以行政機關首長的身份向立法局負責，就重大事項向立法局報告工作，從而建立起立法制衡行政的機制，逐步形成以立法為中心的政制體制。
4. 取消兩局議員辦事處。彭定康提出，為了保證立法局的獨立性，自主管理立法局事務，應該取消把行政和立法事務連在一起的兩局辦事處，重新成立一個政府及立法局事務委員會，以便當局與立法局議員商討有關處理立法及財務計劃的事宜。
5. 降低投票年齡。由於在中國、英國等都將投票年齡確定為18歲，香港也應該將選民的年齡由原來的21歲降低至18歲。
6. 在地區直選實行單議席單票制。1991年選舉中採取的雙議席選區制度存在問題，容易產生「聯票效應」，因此，在這次選舉中改為單議席單票制，由選民投出1票在1個選區選出1名代表。
7. 新增功能組別選舉方式。功能組別議席由21席增加至30席；新增9席以個人投票取代團體投票，將功能組別的選民範圍擴大到全港270萬工作人口中所有符合資格的選民新增的功能組別包括(1)漁農、礦產、能源及建造界 ，(2)紡織及製衣界 ，(3)製造界 ，(4)進出口界 ，(5)批發及零售界 ，(6)酒店及飲食界，(7)運輸及通訊界 ，(8)金融保險地產及商業服務界 ，(9)公共、社會及個人服務界。
8. 強化區議會功能。區議會非常重要，功能卻過於局限。因此，要擴大區議會的職責、功能和財政預算，使其在處理影響區內居民的問題上負起更大的責任。
9. 改變區議會和市政局的成員構成。從1994年起，除新界的區議會的當然議員外，取消區議會委任議席，所有區議員都由直選產生；廢除市政局的委任議席，增加兩個市政局的直選議席，讓區議會及鄉議局選出現有數目的代表進入兩個市政局。
10. 成立一個獨立的直接向總督負責的選區分界及選舉事務委員會，負責重新劃定選區和選區分界的工作。
11. 成立選舉委員會。成立一個選舉委員會，選出10位立法局議員，以符合基本法規定。該委員會的全部或大部分委員由直接選舉產生的區議會內的議員出任。

### 中國官方態度
中方認為，彭定康在沒有透過中英聯合聯絡小組與中方達成共識之下，擅自對政制作出重大改變，出現了「三違反」：
1. 違反英方在《中英聯合聲明》的承諾，未有在雙方達成協議下單方面公布政制重大改革的草案。
2. 違反與《基本法》銜接的原則，單方面改變行政長官選舉委員會的組成，及《基本法》所規定第一屆立法會議員的產生辦法。
3. 違反中英兩國政府達成的協議、諒解共識和載於兩國外長互相交換有關香港政治體制發展與《基本法》銜接達成的諒解的七封信內之協定。

中方感到英方不尊重中國政府，國務院港澳辦公室主任魯平斥責彭定康是「香港歷史上的千古罪人」，並宣佈「直通車」（即原來中英雙方協議最後一屆立法局議員可全數過渡成為特區第一屆立法會議員）不再有效；並決定「另起爐灶」，成立預委會以及臨時立法會（簡稱臨立會）作為第一屆特區立法會成立前的替代，用以通過特區成立時「必不可少」的法律。由於香港政府不承認臨立會，定之為非法組織，在香港參加臨立會會議可被控非法集會，所以1996年至香港主權移交前，臨時立法會都在深圳開會，不少議員都要深港兩邊走。1997年7月1日，主權移交儀式完成後，臨時立法會需在凌晨立即開會通過多條「必不可少」的法例。

## 參看
- 香港政治制度改革
- 香港政治

## 外部連結
- 香港代議政制（1994年2月）
- 1988 代議政制今後的發展白皮書（1988年2月） （页面存档备份，存于）
- 民意滙集處報告書（1987年10月） （页面存档备份，存于）
- Green Paper: The 1987 Review of Developments in Representative Government (May 1987)
- 香港前途協議草案是否為香港人接受——為測試香港民意的安排/民意審核專員辦事處報告書、特派監察團報告書（1984年11月29日）
- White paper: the further development of representative government in Hong Kong (November 1984)
- The further development of representative government in Hong Kong (18 July 1984; Sir Edward Youde to LegCo) (只有英文)
- Green Paper: The further development of representative government in Hong Kong (July 1984)